# Noky

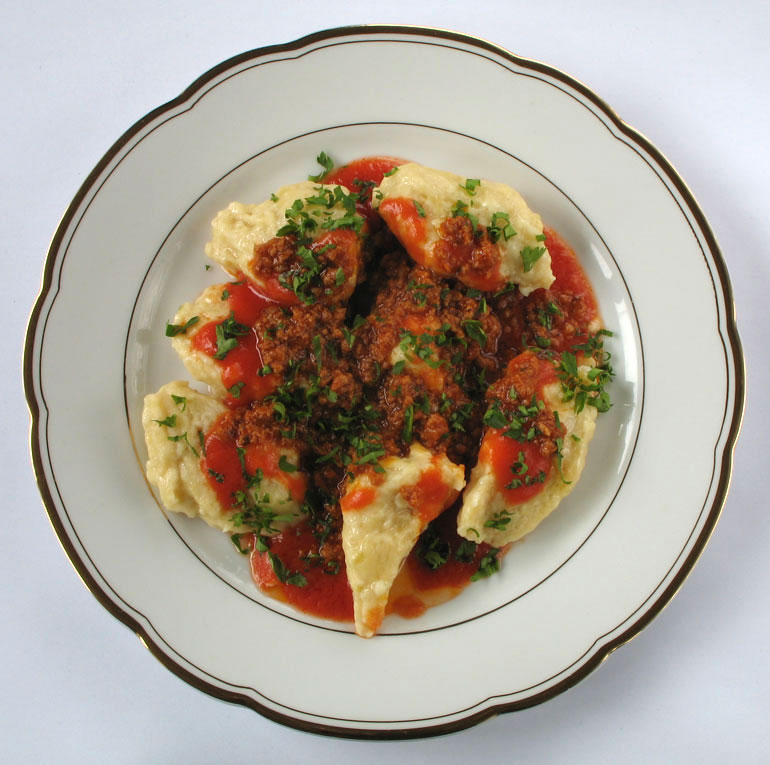
Noky s vepřovým masem a tomatovou omáčkou

Nok (německy Nocke(n) nebo Nockerl(n); italsky gnocco, pl. gnocchi [ňɔkːi]) často v češtině chybně vyslovován jako „gnoči“ je gastronomický výrobek z těsta, používaný jako příloha. Vaří se ve slané vodě v podobě koulí nebo šišek z těsta, každý nok odděleně.
Podle druhu noku se těsto skládá z pšeničné či kukuřičné mouky, brambor, vajec a dalších možných přísad (špenát, dýně).

## Varianty noků
Noky jsou vařeny v různých variantách v mnoha světových kuchyních jako např. v Německu, Rakousku, Maďarsku, Slovinsku či Itálii. Jako příloha se podávají k nejrůznějším omáčkám, v italské kuchyni se také zapékají se sýrem na mnoho způsobů. Další možnost použití je např. v polévce. 
- máslové noky
- krupicový nok nebo knedlíček

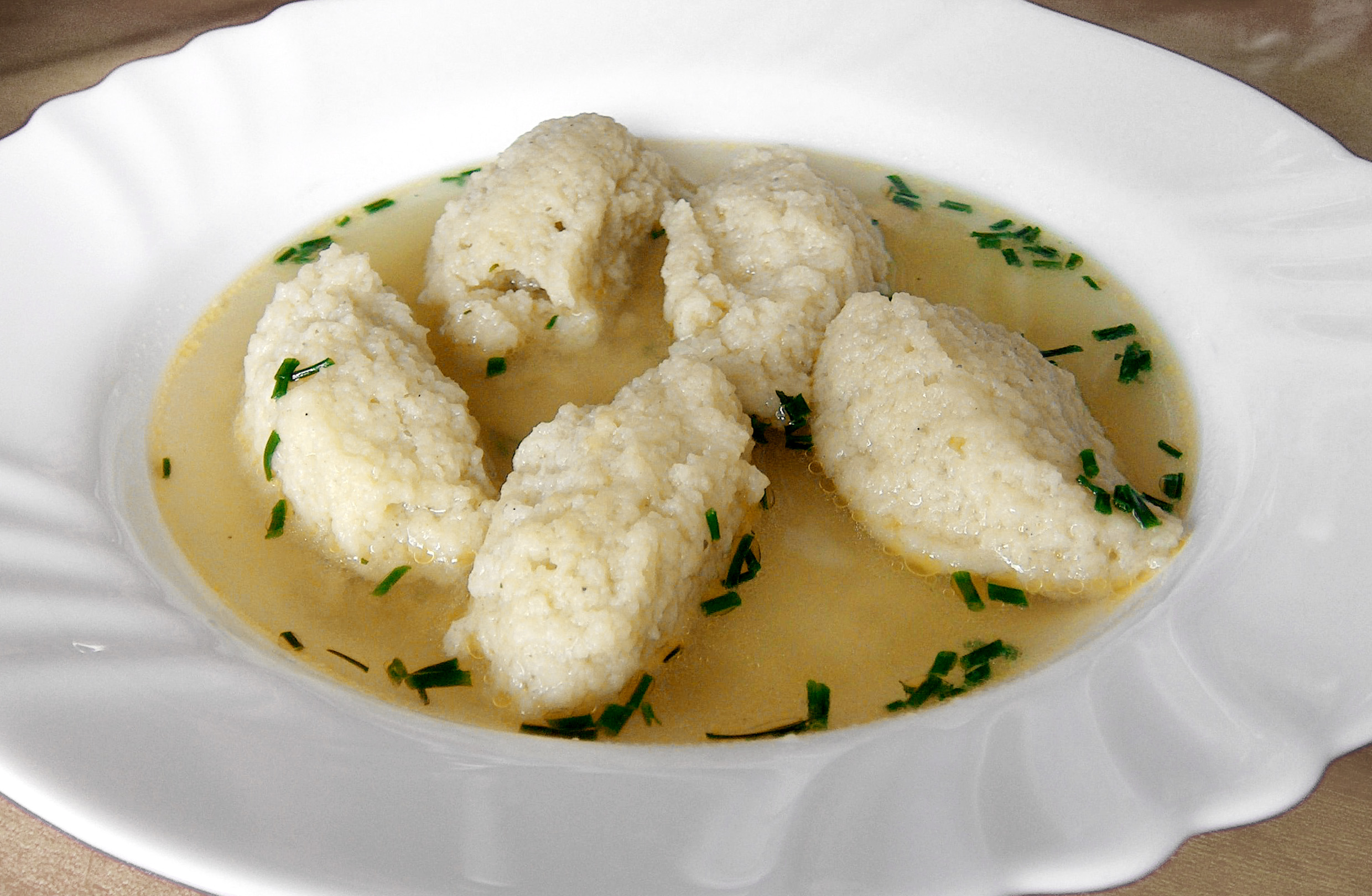
Krupicové noky v polévce

- Gnocchi di patate (italské bramborové noky)
- Gnocchi di polenta (italské kukuřičné noky)
- Gnocchi alla romana (římské noky)
- Salcburský nok (moučník)
- maďarský nok (nokedli)

## Popis přípravy
Klasické přílohové noky (galuška, galuska)
přísady: 1 vejce na 250 g mouky, cca 100 ml vody, trocha soli
Přísady se smíchají a postupným přidáváním vody se prohnětou, až bude mít těsto trochu tekutou konzistenci. Ihned se pomocí nože z navlhčeného prkénka nadrobí do vařicí vody. Uvařené noky se podávají ve většině případů jako klasická příloha ke kuřeti na paprice, k perkeltům (pörkölt) či k tokáni (tokány).
Suchá varianta nočků, do polévek
Přísady: 1 vejce, špetka soli, mouka dle potřeby, aby vzniklo tuhé těsto, vodu nepřidáváme
Tvrdé, uhnětené těsto se vyválí a pomocí prstů se odlamují drobné kousky nalámou do vařicí polévky.

## Ve filmu
- Rozdíl mezi knedlíkem a nokem se stal předmětem sporu mezi dcerou a otcem ve známé scéně z českého filmu Pelíšky.